# Cadre d'entreprise
Pour les articles homonymes, voir Cadre.
Un cadre d'entreprise, ou simplement cadre, est un salarié qui peut avoir un statut de cadre moyen, cadre supérieur ou de cadre dirigeant dans une entreprise. Il se différencie d'autres statuts comme celui d'employé, de technicien ou d'agent de maîtrise. Le cadre appartient à la catégorie supérieure des salariés. 

## Droit par pays

### France
Selon la CGT en 2007, le « statut cadre » n’a jamais eu de définition autre que dans la jurisprudence.
Toutefois, pour les entreprises, celui-ci est défini jusqu'en 2008 dans le code du travail par référence aux « conventions collectives de branche ou [au] premier alinéa de l'article 4 de la convention nationale de retraite et de prévoyance des cadres du 14 mars 1947 », dans un article relatif à la diminution du temps de travail. En 2008, cet article est abrogé, et le code du travail fait une distinction entre les cadres dirigeants et autres cadres pour l'application du forfait-heure.

### Canada

#### Québec
En droit québécois, le statut juridique des cadres varie en fonction de la loi applicable: Loi sur les normes du travail dans le régime individuel des normes du travail, Code du travail pour le régime collectif de travail et Code civil pour les règles relatives au contrat de travail. En règle générale, seuls les cadres supérieurs sont exclus du régime individuel des normes de travail, avec certaines exceptions. Le régime collectif exclut les cadres de toute nature, mais la jurisprudence reconnaît une exception constitutionnelle pour les cadres inférieurs. Le Code civil du Québec ne distingue pas entre salariés et cadres et les règles sur le contrat de travail s'appliquent aux cadres.